# 하산 이븐 알리
하산 이븐 알리 이븐 아비 탈리브(الحسن بن علي Ḥasan ibn ʿAli ibn Abī Ṭālib[*], 625년 3월 4일 메디나 - 670년 3월 9일 우마이야 왕조 메디나)은 알리 이븐 아비 탈리브의 아들이다.
시아파는 두 번째 이맘으로 본다.
| 전임 알리 이븐 아비 탈리브 | 칼리파 661년 ~ 661년 | 후임 무아위야 1세 |

| 전임 알리 이븐 아비 탈리브 | 이맘 656년 ~ 661년 | 후임 후사인 이븐 알리 |